# Berylliumsulfat
Berylliumsulfat ses normalt som tetrahydratet, BeSO4·4H2O er et hvidt, krystallisk fast stof. Det blev for første gang isoleret i 1815 af Jons Jakob Berzelius.
Berylliumsulfat kan forberedes ved at behandle en vandig opløsning af et hvilket som helst berylliumsalt med svovlsyre, fulgt af fordampning af opløsningen og krystallisering. Det hydrerede produkt kan konverteres til vandfrit salt ved at ophede det til 400 °C.
Tetrahydratet indeholdet en tetraedrisk Be(OH2)42+ enhed og sulfatanioner. Be2+-kationens lille størrelse afgør antallet af vandmolekyler der kan koordineres. Dette står i kontrast til den analoge magnesiumsalt, MgSO4·6H2O som indeholder en oktaedrisk Mg(OH2)62+ unit.